# Jennifer Higgie
Jennifer Higgie es una novelista, guionista y crítica de arte australiana. Es coeditora de la revista británica sobre arte Frieze.

## Carrera
Higgie ha escrito reseñas en Frieze sobre artistas como Michael Borremans, Dirk Bell, Carol Rama, Lisa Yuskavage, entre otros. En 2006 publicó la novela Bedlam. Escribió el guion para la película independiente I Really Hate My Job (2007), dirigida por Oliver Parker y protagonizada por Neve Campbell, Shirley Henderson, Alexandra Maria Lara y Danny Huston.
Jennifer es hermana de la cantante y guitarrista Suzie Higgie, perteneciente a la agrupación australiana Falling Joys.